# Bojena Horackova
Bojena Horackova, née en Bulgarie, est une réalisatrice, documentariste et actrice tchèque ayant réalisé l'essentiel de sa carrière en France.
Elle a tourné dans des courts-métrages en France, avant de réaliser elle-même des courts-métrages puis des longs métrages. Son œuvre aborde à plusieurs reprises le thème de l'immigration et de l'exil des pays de l'Europe de l'Est vers la France.

## Biographie
Bojena Horackova est née en Bulgarie. Elle vit en Tchécoslovaquie avant de s’installer à Paris. 
Dans les années 1970, elle est actrice. Elle passe à la réalisation en 1980 avec son premier film Anna Luna. 
En 2001, elle réalise son premier long métrage Mirek n'est pas parti. Ce film s'attache à un groupe de Tchèques vivant à Paris. 
Son second long métrage est sorti en 2009 À l’Est de moi. Bojena Horackova suit le trajet d’une femme à travers l’ex-URSS. Pour le documentaire Fukushima no ato sorti en 2017, elle suit pendant deux jours Atsunobu Katagiri, maitre Ikebana, dans le cercle interdit autour de la centrale nucléaire de Fukushima Daiichi. 
Walden est son troisième long-métrage de fiction. Il est présenté à Cannes, en 2020, dans le cadre des films de l'Acid.

## Filmographie

### Réalisatrice
- 1980 : Anna Luna (court métrage, également actrice)
- 1994 : Mirek n'est pas parti (long métrage)
- 2001 : Vilnius loin d’ici (court métrage)
- 2004 : Fermeture définitive du kolkhoze (documentaire)
- 2006 : Que de cœurs brisés (court métrage)
- 2006 : À l'est de moi (long métrage)
- 2017 : Fukushima no ato (documentaire)
- 2020[3] : Walden (long métrage, sélectionné à l'ACID Cannes 2020)[4]

### Actrice
- 1976 : Les Derniers beaux jours (court métrage)
- 1977 : Le Rouge de Chine de Jacques Richard
- 1980 : L'Histoire du cahier anonyme (court métrage)
- 1980 : Anna Luna (court métrage, également réalisatrice)
- 1981 : La Forêt désenchantée (court métrage)
- 1987 : Blanche et Claire (court métrage)
- 1987 : Côté nuit (court métrage)
- 1994 : Mirek n'est pas parti, long métrage (également réalisatrice)
- 2000 : Bonne Nouvelle de Vincent Dieutre (voix off)
- 2013 : Le Vertige des possibles de Vivianne Perelmuter
- 2018 : Il se passe quelque chose d'Anne Alix (rôle principal)
- 2024 : La Limace et l'Escargot d'Anne Benhaïem